# Калінін Олександр Андрійович
Калінін Олександр Андрійович (14 серпня 1910, Ветлузький повіт, Костромська губернія — 21 лютого 1962, Київ) — учасник радянсько-фінської війни 1939—1940 років, Другої світової війни, Герой Радянського Союзу.

## Біографія
Народився селі Калинівська Ветлузького повіту у родиній селянина, отримав початкову освіту. Працював головою колгоспу «Магістраль».
З лютого до липня 1940 року служив у Червоній Армії, учасник радянсько-фінської війни.
З червня 1941 року мобілізований до Червоної Армії, з липня 1941 року — до діючої армії. Заступник політрука 201-ї окремої розвідувальної роти 311-а стрілецька дивізія (54-а армія, Ленінградський фронт).
О. А. Калінін неодноразово ходив у тил противника, видобував і доставляв цінні розвідувальні відомості. У тилу ворога провів 107 днів. До грудня 1941 року знищив із снайперської гвинтівки 155 солдатів та офіцерів противника.
6 лютого 1942 року за мужність і військову звитягу, виявлені у боях, йому було присвоєно звання Герой Радянського Союзу.
З 1948 року у званні старшого лейтенанта звільнено у запас. Жив та працював у Києві.